# Сэлли, Джон
Джон Томас Сэлли (англ. John Thomas Salley; родился 16 мая 1964 года в Бруклине, Нью-Йорк) — американский профессиональный баскетболист, актёр и телеведущий. Первый игрок в истории НБА, выигравший чемпионский титул с тремя разными командами. Долгое время был ведущим телевизионного шоу «The Best Damn Sports Show Period» на спортивном канале «Fox Sports Net». С середины 1990-х годов — актёр эпизодических ролей в кино и на телевидении.

## Карьера игрока

### Ранние годы
Сэлли родился в Бруклине, самом густонаселённом боро Нью-Йорка, там же начал играть в баскетбол, когда учился в средней школе Канарси. В 1986 году окончил Технологический институт Джорджии, где играл за команду «Джорджия Тек Йеллоу Джэкетс». Выступая за «Джэкетс» Сэлли установил институтский рекорд по блок-шотам, к тому же за ним был закреплён номер 22 и выведен из обращения после его ухода на заслуженный отдых, что является большой редкостью в студенческом баскетболе.

### Общая информация
Играл на позиции тяжёлого форварда и центрового. В 1986 году был выбран на драфте НБА под 11-м номером командой «Детройт Пистонс». Позже выступал за команды «Майами Хит», «Торонто Рэпторс», «Чикаго Буллз», «Панатинаикос» и «Лос-Анджелес Лейкерс». Всего в НБА провёл 11 сезонов. Сэлли четыре раза становился чемпионом НБА в трёх разных командах: в сезонах 1988/1989 и 1989/1990 в составе «Пистонс», в сезоне 1995/1996 в составе «Буллз» и в сезоне 1999/2000 годов в составе «Лейкерс». Всего за карьеру в НБА сыграл 748 игр, в которых набрал 5228 очков (в среднем 7,0 за игру), сделал 3356 подборов, 916 передач, 451 перехват и 983 блок-шота.

### Детройт Пистонс
Закончив Технологический институт Джорджии, Сэлли был задрафтован командой «Детройт Пистонс», где он стал близким другом Эдриана Дэнтли, который научил его правильно питаться, делать физические упражнения и как вести себя в суде, а Джон, в свою очередь, называл его «учителем». Выступая за «Детройт» Сэлли также подружился с популярным комиком Эдди Мерфи и сделал в межсезонье несколько неплохих выступлений в разных комедийных клубах. В составе «Пистонс» два года подряд выигрывал чемпионский титул (1989—1990), к тому же был постоянным лидером команды по блок-шотам.

### Хит, Рэпторс и Чикаго Буллз
В 1992 году Сэлли заключил договор с командой «Майами Хит», за которую отыграл три года, а после окончания сезона 1994/1995 годов был выставлен на расширенный драфт — процедура в профессиональном спорте, возникающая, когда та или иная спортивная лига решает создать один или несколько новых клубов. На этом драфте Джон был выбран командой «Торонто Рэпторс», но в новом клубе он получал слишком мало игрового времени, поэтому вёл активные переговоры по поводу выкупа своего контракта, в результате чего он был выкуплен «Чикаго Буллз», где в то время блистали Майкл Джордан, Скотти Пиппен и Тони Кукоч, и там же он воссоединился со своими бывшими партнёрами по «Пистонс» Деннисом Родманом и Джеймсом Эдвардсом. Сэлли помог привести «Быков» к четвёртому чемпионскому званию (после двухлетнего перерыва), а также стал соавтором установленного по окончании сезона 1995/1996 годов рекорда по количеству выигранных матчей в чемпионате (72 победы при 10 поражениях), который держался до 2016 г. По окончании этого сезона Сэлли объявил о завершении карьеры в НБА и уехал в Грецию, где заключил соглашение с «Панатинаикосом», однако надолго он там не задержался, проведя всего лишь нескольких игр.

### Лос-Анджелес Лейкерс
В 1999 году Сэлли решил вернуться в НБА, заключив договор с командой «Лос-Анджелес Лейкерс», где в то время блистали Шакил О’Нил, Коби Брайант, Дерек Фишер и Роберт Орри. Он сделал мало полезных действий для общего успеха команды, так как в основном сидел на скамейке запасных, но всё-таки выходил на площадку в 45-и матчах регулярного чемпионата (за 303 минуты игрового времени набрал 71 очко) и 18-и играх плей-офф (78—17), за то выиграл очередной чемпионский перстень, после чего окончательно порвал с баскетболом. По окончании сезона 1999/2000 годов Сэлли стал первым баскетболистом в истории НБА, выигравшим чемпионский титул с тремя разными командами (вторым стал вышеупомянутый Роберт Орри в 2005 году), после чего гордо провозглашал, что «он получил четыре чемпионских кольца с тремя разными командами, в трёх различных десятилетиях и двух разных тысячелетиях».

## Карьера актёра
С 1995 года Сэлли снимается для телевидения и появляется на широком экране: к 2016 году он принял участие в 29 фильмах и сериалах. Среди его работ можно отметить:
- 1995 — Плохие парни / Bad Boys — Флетчер, хакер
- 1996 — Эдди[англ.] / Eddie — Нэйт Уилсон
- 1997—1998 — Малкольм и Эдди[англ.] / Malcolm & Eddie — лейтенант Стэнли Проктор (в 3 эпизодах)
- 2000 — Сабрина — маленькая ведьма / Sabrina, the Teenage Witch — баскетболист (в 1 эпизоде)
- 2000 — Лучший подарок на Рождество / The Ultimate Christmas Present — Крампет, эльф
- 2001 — SOSатели Малибу[англ.] (Сын пляжа) / Son of the Beach — Джером Кёрл (в 1 эпизоде)
- 2002 — Подруги / Girlfriends — Байрон (в 1 эпизоде)
- 2003 — Памятное путешествие / Coast to Coast — Клиффорд Уордсворт
- 2003 — Малыш Боб[англ.] / Baby Bob — Дарнелл Диксон (в 1 эпизоде)
- 2003 — Плохие парни 2 / Bad Boys II — Флетчер, хакер
- 2004 — Мистер 3000[англ.] / Mr. 3000 — камео
- 2005 — Ноев ковчег /  Noah’s Arc — Виктор (в 1 эпизоде)
- 2006 — Спаси меня / Rescue Me — высокий парень (в 1 эпизоде)
- 2009 — Чёрный динамит / Black Dynamite — Котекс
- 2009 — Шопоголик / Confessions of a Shopaholic — Д. Фрик
- 2014 — Люблю ту девушку![англ.] / Love That Girl! — камео (в 1 эпизоде)
- 2015 — Святые Города грехов[англ.] / Sin City Saints — Том (в 1 эпизоде)
- 2024 — Плохие парни до конца / Bad Boys: Ride or Die — Флетчер

## Статистика

### Статистика в НБА
| Сезон                                                                                    | Команда | Регулярный сезон | Регулярный сезон | Регулярный сезон | Регулярный сезон | Регулярный сезон | Регулярный сезон | Регулярный сезон | Регулярный сезон | Регулярный сезон | Регулярный сезон | Регулярный сезон | Серия плей-офф | Серия плей-офф | Серия плей-офф | Серия плей-офф | Серия плей-офф | Серия плей-офф | Серия плей-офф | Серия плей-офф | Серия плей-офф | Серия плей-офф | Серия плей-офф |
| Сезон                                                                                    | Команда | GP               | GS               | MPG              | FG%              | 3P%              | FT%              | RPG              | APG              | SPG              | BPG              | PPG              | GP             | GS             | MPG            | FG%            | 3P%            | FT%            | RPG            | APG            | SPG            | BPG            | PPG            |
| ---------------------------------------------------------------------------------------- | ------- | ---------------- | ---------------- | ---------------- | ---------------- | ---------------- | ---------------- | ---------------- | ---------------- | ---------------- | ---------------- | ---------------- | -------------- | -------------- | -------------- | -------------- | -------------- | -------------- | -------------- | -------------- | -------------- | -------------- | -------------- |
| 1986/87                                                                                  | Детройт | 82               | 2                | 17,8             | 56,2             | 0,0              | 61,4             | 3,6              | 0,7              | 0,5              | 1,5              | 5,3              | 15             | 0              | 20,7           | 50,0           | 0,0            | 64,3           | 4,8            | 0,7            | 0,2            | 1,1            | 6,2            |
| 1987/88                                                                                  | Детройт | 82               | 16               | 24,4             | 56,6             | 0,0              | 70,9             | 4,9              | 1,4              | 0,6              | 1,7              | 8,5              | 23             | 0              | 27,1           | 53,8           | 0,0            | 71,0           | 6,7            | 0,9            | 0,7            | 1,6            | 7,0            |
| 1988/89                                                                                  | Детройт | 67               | 21               | 21,8             | 49,8             | 0,0              | 69,2             | 5,0              | 1,1              | 0,6              | 1,1              | 7,0              | 17             | 0              | 23,1           | 58,6           | 0,0            | 66,7           | 4,6            | 0,5            | 0,5            | 1,5            | 8,9            |
| 1989/90                                                                                  | Детройт | 82               | 12               | 23,3             | 51,2             | 25,0             | 71,3             | 5,4              | 0,8              | 0,6              | 1,9              | 7,2              | 20             | 0              | 27,4           | 47,5           | 0,0            | 75,5           | 5,9            | 1,0            | 0,5            | 1,7            | 9,5            |
| 1990/91                                                                                  | Детройт | 74               | 1                | 22,3             | 47,5             | 0,0              | 72,7             | 4,4              | 0,9              | 0,7              | 1,5              | 7,4              | 15             | 0              | 20,5           | 54,3           | 0,0            | 60,0           | 4,1            | 0,7            | 0,4            | 1,3            | 7,5            |
| 1991/92                                                                                  | Детройт | 72               | 38               | 24,6             | 51,2             | 0,0              | 71,5             | 4,1              | 1,6              | 0,7              | 1,5              | 9,5              | 5              | 1              | 29,8           | 45,5           | 0,0            | 82,1           | 6,0            | 2,8            | 0,6            | 2,8            | 12,6           |
| 1992/93                                                                                  | Майами  | 51               | 34               | 27,9             | 50,2             | 0,0              | 79,9             | 6,1              | 1,6              | 0,6              | 1,4              | 8,3              | Не участвовал  | Не участвовал  | Не участвовал  | Не участвовал  | Не участвовал  | Не участвовал  | Не участвовал  | Не участвовал  | Не участвовал  | Не участвовал  | Не участвовал  |
| 1993/94                                                                                  | Майами  | 76               | 45               | 25,1             | 47,7             | 66,7             | 72,9             | 5,4              | 1,8              | 0,7              | 1,0              | 7,7              | 5              | 5              | 40,2           | 38,6           | 0,0            | 68,8           | 8,0            | 1,6            | 0,4            | 1,0            | 11,0           |
| 1994/95                                                                                  | Майами  | 75               | 50               | 26,1             | 49,9             | 0,0              | 73,9             | 4,5              | 1,6              | 0,6              | 1,1              | 7,3              | Не участвовал  | Не участвовал  | Не участвовал  | Не участвовал  | Не участвовал  | Не участвовал  | Не участвовал  | Не участвовал  | Не участвовал  | Не участвовал  | Не участвовал  |
| 1995/96                                                                                  | Торонто | 25               | 6                | 19,3             | 48,6             | 0,0              | 72,3             | 3,9              | 1,6              | 0,4              | 0,5              | 6,0              | Не участвовал  | Не участвовал  | Не участвовал  | Не участвовал  | Не участвовал  | Не участвовал  | Не участвовал  | Не участвовал  | Не участвовал  | Не участвовал  | Не участвовал  |
| 1995/96                                                                                  | Чикаго  | 17               | 0                | 11,2             | 34,3             | 0,0              | 60,0             | 2,5              | 0,9              | 0,5              | 0,9              | 2,1              | 16             | 0              | 5,3            | 54,5           | 0,0            | 28,6           | 0,7            | 0,4            | 0,1            | 0,1            | 0,9            |
| 1999/00                                                                                  | Лейкерс | 45               | 3                | 6,7              | 36,2             | 0,0              | 75,0             | 1,4              | 0,6              | 0,2              | 0,3              | 1,6              | 18             | 0              | 4,3            | 38,5           | 0,0            | 70,0           | 1,2            | 0,2            | 0,1            | 0,3            | 0,9            |
|                                                                                          | Всего   | 748              | 228              | 22,1             | 50,6             | 21,4             | 71,4             | 4,5              | 1,2              | 0,6              | 1,3              | 7,0              | 134            | 6              | 20,1           | 50,5           | 0,0            | 69,0           | 4,4            | 0,8            | 0,4            | 1,2            | 6,4            |
| Наведите курсор мыши на аббревиатуры в заголовке таблицы, чтобы прочесть их расшифровку. |         |                  |                  |                  |                  |                  |                  |                  |                  |                  |                  |                  |                |                |                |                |                |                |                |                |                |                |                |

## Комментарии
1. ↑  Закрепление номеров за закончившими обучение игроками далеко не редкость в студенческом баскетболе, но случаи выведения номера из обращения после завершения баскетболистом спортивной карьеры гораздо более редки. Главная причина заключается в том, что в студенческой команде доступно для использования гораздо меньшее количество номеров, чем в клубе НБА. Правила NCAA, в отличие от правил НБА, разрешают выводить из обращения весьма ограниченное число игровых номеров. В Технологическом институте Джорджии выведены из обращения номера 22 (закреплён за Джоном Сэлли), 25 (за его партнёром по команде Марком Прайсом), 15 (за Мэттом Харпрингом), 20 (за Томом Хэммондсом), 21 (за Роджером Кайзером) и 40 (за Ричем Юнкусом).